# Шульгино (село, Тульская область)
Шульгино — село в Заокском районе Тульской области России.
В рамках административно-территориального устройства входит в Ненашевский сельский округ Заокского района, в рамках организации местного самоуправления включается в Демидовское сельское поселение.
Этимология названия села, по местному преданию, происходит от помещика Шульгина, которому принадлежало это село.

## География
Расположено на Среднерусской возвышенности в 40 км к северу от Тулы и в 23 км к юго-востоку от посёлка Заокский и железнодорожной станцией Тарусская. Примыкает к поселку Шульгинский.
Расстояние: 134 км до Москвы и 35 км от Алексина.
Расстояния до аэропортов: Тула (48 км.), Грабцево (78 км.), Домодедово (97 км.)

## Население
| 1859 | 1915 | 2002 | 2010 |
| ---- | ---- | ---- | ---- |
| 401  | ↘384 | ↘141 | ↗160 |

В 2010 году было 160 жителей.

## Транспорт
Поблизости находится железнодорожная станция Шульгино Курского направления Московской железной дороги. Имеется прямое беспересадочное сообщение с Тулой, Серпуховом и Москвой.
Федеральная автодорога «P-115» «Ненашево-Кашира».

## История
Храм в честь Покрова Пресвятой Богородицы построен в 1804 году на средства помещика Полуехтова. Храм каменный, двухэтажный, кроме главного алтаря в нём ещё четыре предела: два в верхнем этаже, с левой стороны  в честь Николая Чудотворца, с правой в честь преподобного Сергия Радонежского. На первом этаже: главный в честь Покрова Божией Матери, придельные, с левой стороны в честь Святой Троицы и с правой стороны в честь святого князя Александра Невского. Приделы на втором этаже самые древние: в честь святого Николая Чудотворца устроен самим храмоздателем, а преподобного Сергия Радонежского С.Д. Коробьиным в честь своего ангела, им же в 1826 году построена колокольня. Алтарь, из-за отсутствия средств строился очень медленно на средства спонсоров и активном участии местного священника Румянцева. Главный алтарь был построен и освящён в 1861 году. В разное время в храме производились подновления и поправки, благодаря которым, храм отличается должным благолепием. В приход, кроме села, были деревни: Давыдовское, Занино, Енино, Баранцево и Антоньево. Всего прихожан в 1895 году было 650 человек мужского пола и 600 женского. Штат церкви состоял из священника и псаломщика. Имелось церковной земли: усадебной 1 десятина, пахотной 33 десятины.